# 국민제헌의회

1789년의 《테니스 코트의 서약》, 자크루이 다비드

국민제헌의회(프랑스어: Assemblée nationale constituante, 영어: National Constituent Assembly)는 프랑스 혁명 직전에 전국 삼부회로부터 이탈한 제3신분이 중심이 되어 형성된 의회로 헌법 제정까지 해산하지 않을 것을 테니스 코트의 서약으로 결의했다. 처음에는 《국민의회》라고 칭했지만, 이후 《국민제헌의회》라고 개칭되었다. 약칭으로 입헌의회라고도 불린다.
중세 이래의 신분제 의회인 삼부회와 달리, 근대적 의회로서의 성격을 가진다. 1791년 프랑스 헌법을 성립시켜 헌법에 근거하는 선거를 실시하였고, 1791년 9월 30일에 의회를 해산하고, 다음의 《입법 의회》가 성립되었다.

## 역사

### 설립과정
18세기 후반 루이 16세의 치세기에 프랑스 경제는 파탄 일보 직전에 처하게 되었다. 아울러 이상 기후현상으로 농업 생산량이 급감하며 침체된 경제는 회복될 기미가 보이지 않았다. 특히 농민과 노동자등 서민들의 생활은 비참한 수준에 이르렀다. 폭동, 시위, 약탈등이 빈번하여 사회적으로 큰 문제가 되었다. 루이 16세는 문제를 해결하기 위해 다각도로 노력했으나 번번히 실패하였다. 결국 해결책으로 특권층인 성직자와 귀족들에게 세금을 징수하는 세제개혁을 위해  175년만에 총 신분 의회인 삼부회를 개최하게 되었다.
1789년 5월 5일에 개최된 삼부회에서 의결 방법 등을 둘러싼 제3신분(평민)과 제1, 2신분(성직자 , 귀족)의 대립이 심화되었다. 해결점을 찾지 못하고 파행이 장기화 되자 제3신분인 평민대표들이 1789년 6월 17일에 에마뉘엘 조제프 시에예스 주도하에 별도로 '국민의회'를 결성했다. 아울러 자신들의 동의 없이 어떠한 세금도 징수할 수 없다고 선언했다. 이에 분노한 루이 16세는 '국민의회'의 해산명령과 함께 회의장을 봉쇄하였다. 
이에 대해 국민의회 세력은 굴복하지 않고 6월 20일 테니스 코트에 집결하여 “테니스 코트의 서약”을 통해 헌법제정시까지 해산불가를 서약하게 된다. 의회와 정부의 심각한 갈등을 우려한 국왕도 국민 의회를 승인하지 않을 수 없게 되고, 많은 성직자와 일부 귀족이 의회에 합류했다. 그 후 국왕의 권고에 따라 너머지 세력도 국민 의회에 참가하여 혼란은 일단 수습되었다. 7월 9일에는 국민제헌의회로 개칭되어 헌법을 제정할 준비를 하게 되었다.

### 프랑스 혁명의 발발
제헌의회의 활동이 불만스러웠던 루이 16세는 군대를 동원하여 이들을 탄압하려 했다. 이 소식을 접한 파리 시민들은 제헌의회를 보호하기 위해 폭동을 일으켰다. 시민들은 무장을 하기 위해 7월 14일 바스티유 감옥을 습격하였는데 이로써 프랑스 혁명이 발발하였다. 혁명이 각지의 농촌에까지 파급되어 영주에 대한 폭동이 일어나게 되었다. 이 폭동으로 특권 신분인 귀족, 성직자의 대부분이 망명하고 구체제가 붕괴했다. 이 무질서한 무력 봉기는 특권 신분의 권력은 물론이고 의회까지 부정할 수도 있는 것이어서 의회는 사태 수습에 나서게 되었다. 8월 4일에 발령된 법령으로 봉건제의 폐지를 결정하고 사태를 진정 시켰지만, 영주재판권을 비롯한 인격적인 지배를 부정하는 것, 지대 폐지 등의 조치는 취하지 않았다. 
이 봉건제 폐지와 아울러, 8월 26일에 《프랑스 인권 선언》(정확하게는 “인간과 시민의 권리 선언”)을 채택하게 된다. 따라서 그때까지 신분제 사회 구조가 완전히 부정되고 기본적인 인권이 있고, 자유가 있고, 권리와 자격이 평등한 시민에 의해 구성되는 시민 사회의 원칙이 확인되었다. 이 의회의 결정은 정부가 인정하는 부분이 아니었지만, 이미 구체제의 붕괴에 의해 정부의 권력은 한계에 다달았기 때문에 대책을 세울 수가 없었다. 국왕 루이 16세는 왕비 마리 앙투아네트와 동생 아르투아 백작이 국왕 정부의 권한을 붙들고 있었지만, 절대 왕정은 여기에서 끝난 셈이다. 국민 의회는 이러한 법령을 제정하고 정부 대신 국가의 주권자적 지위를 확립 하였다.

### 경제, 종교 정책
1789년 11월 국민제헌의회는 가톨릭 교회의 재산 국유화 결정했다. 그리고 그 자금을 담보로 하는 형식으로 1790년에 아시냐(사실상 지폐)를 발행했지만, 그 신용은 매우 낮아 경제 혼란을 일으켰다.

## 같이 보기
- 국민의회 (프랑스 혁명)
- 프랑스의 역사
- 총재 정부